# Champ de Mai

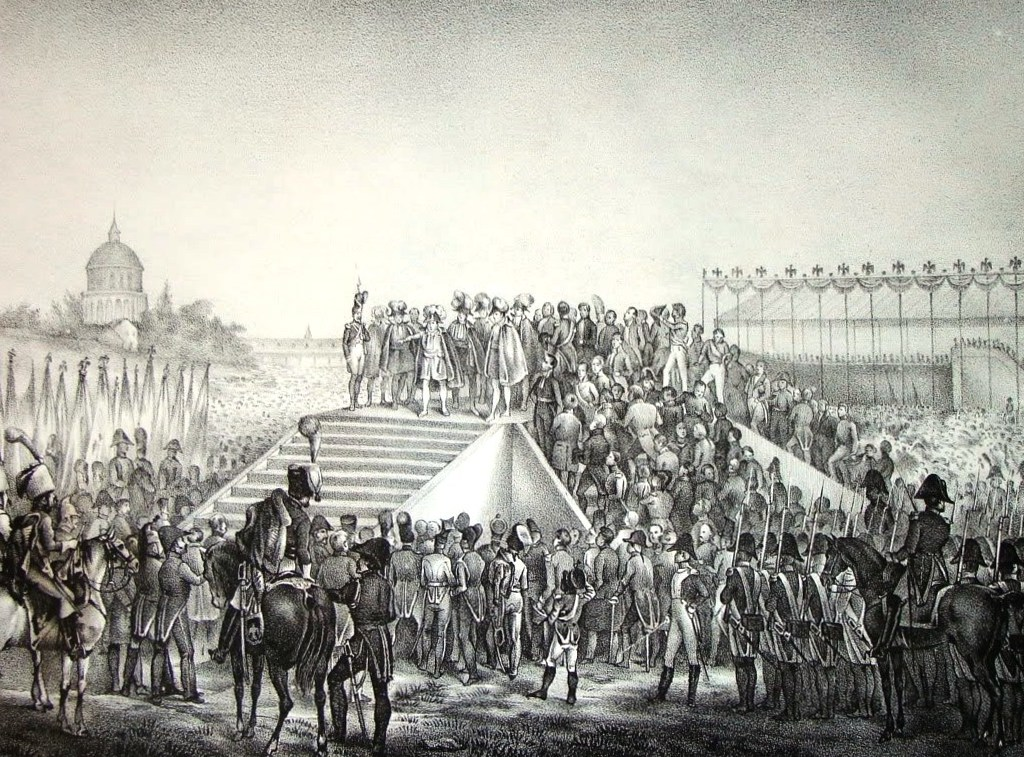
Napoleão no Champ de Mai

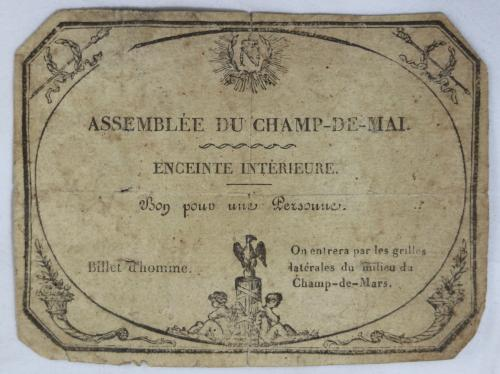
Um bilhete de entrada para a cerimónia do Champ de Mai

O Champ de Mai ("Campo de Maio") foi uma assembleia pública realizada por Napoleão no Champ de Mars, Paris, uma grande área aberta perto da Escola Militar, em 1 de junho de 1815. Isso foi durante os Cem Dias, o período entre o retorno de Napoleão do exílio e a restauração dos reis Bourbon após sua fracassada campanha de Waterloo. O objetivo do Champ de Mai era reunir apoio público por trás da Carta de Napoleão de 1815, uma reforma constitucional que prometia um governo mais liberal do que sob seu governo anterior. A Carta foi apresentada aos cidadãos em um referendo constitucional e os resultados seriam anunciados durante a cerimônia por representantes do colégio eleitoral.
Várias estruturas temporárias foram construídas, incluindo um semi-anfiteatro, abrigando de 9 a 10 000 dignitários militares e civis; uma plataforma do trono para Napoleão e seus irmãos; e um altar religioso e uma plataforma a partir da qual Napoleão deveria distribuir águias imperiais, os padrões franceses, para suas tropas. Cerca de 200 000 espectadores compareceram ao evento, que incluiu um desfile de 25 000 soldados e 25 000 homens da Guarda Nacional.
Depois de uma missa católica, foram anunciados os resultados do referendo, uma esmagadora favor. Napoleão depois assinou a Carta e jurou, em uma cópia do Novo Testamento, que a defenderia. A distribuição dos padrões ultrapassou e os da Guarda Nacional tiveram de ser distribuídos no Louvre três dias depois.